# JR貨物U47B形コンテナ
U47B形コンテナ（U47Bがたコンテナ）は、日本貨物鉄道（JR貨物）輸送用として籍を編入している30 ft私有コンテナ（有蓋コンテナ）である。
形式の数字部位「47」は、コンテナの容積を元に決定される。このコンテナ容積47 m3の算出は、厳密には端数四捨五入計算のために、46.5 m3 - 47.4 m3の間に属するコンテナが対象となる。また形式末尾のアルファベット一桁部位 「B」は、コンテナの使用用途（主たる目的）が 「航送」を表す記号として付与されている。
1987年（昭和62年）より東急車輛製造にて66個が製造されて、所有者は全て日本石油輸送である。登録後、本土～北海道間の輸送はほかのコンテナ同様に、貨車に積載された状態で青函連絡船により、いわゆる船舶による「航送」輸送されていた。しかし、コンテナ登録の翌年の1988年3月に開通した青函トンネルにより、それまでの青函連絡船は廃止となり全面的に直通輸送に切り替わり、またほかの10 - 20 ftサイズのコンテナの様に、JR貨物が輸送窓口となり関わっての沖縄および、韓国への輸送自体がこのコンテナを含む、30 ftサイズでは全く行なわれていなかった。
※ただし沖縄航路では、本土内での鉄道輸送とトラック輸送を組み合わせてのカーフェリー輸送ではなく、所有者または使用者がコンテナを本土内からトラックへ一貫して積載した状態で、わゆる「陸上輸送」として独自にカーフェリー輸送していた。
これらの諸事情により、旧国鉄時代に制定された「航送」の意義もこの大きさのコンテナでは無意味となり、また登録後の増備は無論、ほかの30 ftサイズ形式内でのドライコンテナ（汎用タイプ）では、登録形式も一切ないために現在では登録後30年以上も経過し、事実上の全滅状態となっている。

## 番台毎の概要
30001 - 30066（66個）
日本石油輸送所有。ヤマト運輸借受。